# امرگتی
امرگتی (به لاتین: Amargheti) یک منطقهٔ مسکونی در قبرس است که در ناحیه پافوس واقع شده‌است.

## خصوصیات
امرگتی ۱۷۱ نفر جمعیت دارد.